# Senya Fleshin
Senya Fleshin (Kiev, 19 de diciembre de 1894 - Ciudad de México, 19 de junio de 1981) fue un fotógrafo y revolucionario anarquista ruso, establecido en México.

## Primeros años
Senya Fleshin nació en Kiev 19 de diciembre de 1894 en tiempos del Imperio ruso. Cuando tenía dieciséis años, su familia emigró a Estados Unidos y se estableció en Nueva York. Trabajó para Mother Earth, una revista anarquista publicada por Emma Goldman.

## Regreso a Rusia
En 1917 Fleshin se mudó a Rusia para participar en la Revolución Rusa, donde tuvo un romance con Louise Berger, otra de las empleadas de la Madre Tierra de Goldman que había decidido voluntariamente regresar a Rusia y que lo había acompañado en el viaje. Fleshin pronto entró en conflicto con el gobierno bolchevique; Berger finalmente lo dejó y fue a Odessa para unirse a un grupo de naletchiki (bandidos armados) que llevaban a cabo 'expropiaciones bancarias'. Cuando Fleshin escribió un artículo criticando las políticas del gobierno bolchevique, fue arrestado y encarcelado.
Poco después de ser liberado conoció a Molly Steimer, una anarquista que había sido deportada de Estados Unidos. Enfurecidos por la represión del movimiento anarquista ruso por parte de los comunistas, Senya y Molly organizaron la Sociedad para Ayudar a los Prisioneros Anarquistas, viajando para ayudar a los camaradas encarcelados. El 1 de noviembre de 1922, los dos fueron arrestados por la policía secreta soviética acusados de "ayudar a elementos criminales en Rusia" (es decir, ayudar a otros anarquistas) y "mantener vínculos con anarquistas en el extranjero" (habían mantenido correspondencia con Berkman y Goldman, entonces en Berlín).
Condenados a dos años de exilio en un campo de trabajo siberiano por las autoridades soviéticas, Fleshin y Steimer declararon una huelga de hambre el 17 de noviembre en la cárcel de Petrogrado y fueron liberados al día siguiente. Sin embargo, se les prohibió salir de la ciudad y se les ordenó presentarse a las autoridades cada cuarenta y ocho horas. Al poco tiempo, la pareja había reanudado sus esfuerzos en nombre de sus compañeros encarcelados. El 9 de julio de 1923, la policía allanó su apartamento y nuevamente fueron puestos bajo arresto, acusados de propagar ideas anarquistas, en violación del art. 60–63 del Código Penal soviético. Aislados de sus compañeros de prisión, Fleshin y Steimer se declararon nuevamente en huelga de hambre. Las protestas a León Trotski por parte de delegados anarcosindicalistas extranjeros, incluida Emma Goldman, que escribió una carta personal de protesta a un congreso de la Red Internacional de Sindicatos (Profintern) finalmente provocaron su liberación. Esta vez, sin embargo, fueron notificados de su inminente expulsión del país. El 27 de septiembre de 1923, Fleshin y Steimer fueron deportados oficialmente y colocados a bordo de un barco con destino a Alemania.

## Vida posterior
Junto con Molly Steimer, Fleshin abrió un estudio fotográfico en Berlín. Fleshin participó activamente en el Comité Conjunto para la Defensa de los Revolucionarios (1923–26) y en el Fondo de Ayuda de la Asociación Internacional de Trabajadores Anarquistas (1926–32).
Cuando Hitler llegó al poder, Fleshin y Molly Steimer se vieron obligados a huir a París. El 18 de mayo de 1940, Steimer fue arrestado por el gobierno francés e internado en Camp Gurs.
Después de siete semanas de encarcelamiento, Steimer, ayudado por amigos anarquistas franceses, incluida May Picqueray, editora de Le Réfractaire, logró escapar de Camp Gurs durante su caótica transferencia al control de Vichy. Picqueray ayudó a sacar de contrabando a Fleshin y Steimer del país y enviarlos a México, donde se establecieron, dirigiendo un estudio de fotografía.
Senya Fleshin falleció en la Ciudad de México, el 19 de junio de 1981, a los 86 años.